# نايومي (مصارعة)
إسمها الحقيقي ترينيتي مككراي (بالإنجليزية: Trinity McCray)‏ وتشتهر باسم نايومي (بالإنجليزية: Naomi)‏ هي مصارعة محترفة ومغنية وراقصة وممثلة وعارضة أزياء أمريكية ولدت في يوم 30 نوفمبر 1987 في مدينة سانفورد في فلوريدا في الولايات المتحدة، فازت نايومي مرتين ببطولة العالم للمصارعة لقسم سماكداون لتصبح أول أمريكية أفريقية تفوز بهذا اللقب وأول أمريكية أفريقية تفوز بلقب في عرض راسلمينيا للسيدات، بدأت مشوارها في المصارعة كقارعة جرس لتتحول بعد ذلك إلى المصارعة وقد عملت أيضاً كراقصة مع مغني الراب فلو رايدا، شاركت في التمثيل في مسلسل تلفزيون الواقع توتال ديفاز وحازت أغنيتها Dance All Night على عدد مشاهدات عالية في يوتيوب. نايومي متزوجة من المصارع جيمي أوسو منذ سنة 2014 ولها طفلين منه بالتبني.

## روابط خارجية
- نايومي على موقع IMDb (الإنجليزية)
- نايومي على موقع قاعدة بيانات الفيلم (الإنجليزية)
- نايومي على موقع كينوبويسك (الروسية)
- نايومي على موقع دبليو دبليو إي (الإنجليزية)
- نايومي على موقع WrestlingData.com (الإنجليزية)
- نايومي على موقع CageMatch worker (الإنجليزية)
- نايومي على موقع قاعدة بيانات المصارعة على الإنترنت (الإنجليزية)
- نايومي على موقع عالم المصارعة على الإنترنت (الإنجليزية)
- نايومي على موقع عالم المصارعة على الإنترنت (الإنجليزية)